# Arsague
Arsague – miejscowość i gmina we Francji, w regionie Nowa Akwitania, w departamencie Landy.
Według danych na rok 1990 gminę zamieszkiwało 307 osób, a gęstość zaludnienia wynosiła 43 osób/km² (wśród 2290 gmin Akwitanii Arsague plasuje się na 873. miejscu pod względem liczby ludności, natomiast pod względem powierzchni na miejscu 1271.).